# John Ousterhout
John Ousterhout (Condado de Solano, 15 de outubro de 1954) é a força original por trás da linguagem de programação de script Tcl e do conjunto de ferramentas GUI multi-plataforma Tk Toolkit, que ele desenvolveu quando era professor da Universidade de Berkeley. John também é o autor original do programa de CAD VLSI conhecido como Magic. Projetou o Log File System (LFS), mas não concluiu o trabalho.
John tornou-se bacharel em física na Universidade de Yale, com Ph.D. em ciência da computação na Universidade Carnegie Mellon. Recebeu o Prêmio Grace Murray Hopper em 1987.